# Jus primae noctis
Jus primae noctis è un film del 1972 diretto da Pasquale Festa Campanile, interpretato da Lando Buzzanca nel ruolo del tiranno di un piccolo feudo che ripristina il diritto medievale che obbligava le novelle spose a concedersi nella purezza al loro signore.
Il film rappresenta l'esordio cinematografico di Felice Andreasi.

## Trama
Ariberto de Ficulle è un nobile entrato in possesso di un piccolo feudo sposando la bruttissima Matilde di Montefiascone.
Spadroneggia nel villaggio e litiga in continuazione con Gandolfo, l'unico tra i villani che prova a tenergli testa. Gandolfo vorrebbe sposare Venerata ma Ariberto tra i vari soprusi ha ripristinato anche lo Ius primae noctis e ben trenta novelle spose del villaggio devo sottoporsi al diritto del signore prima di poter passare la notte con i mariti. Gandolfo prova a sposare Venerata di nascosto ma Ariberto scopre l'inganno e anche Venerata viene sottoposta allo Ius primae noctis. Gandolfo infuriato organizza una rivoluzione proprio nel giorno in cui Ariberto, rimasto vedovo, si risposa con la bella Beata. Prima di essere cacciato dal feudo Ariberto deve assistere alla vendetta di Gandolfo e di tutti gli altri mariti su Beata.

## Critica
«... battute volgari e doppi sensi.» *½ 